# Gregory Kunde
Gregory Kunde, né le 24 février 1954 à Kankakee dans l'Illinois, est un ténor d'opéra américain. D'abord spécialisé dans les répertoires lyriques puis belcantistes des opéras italiens et français, il a élargi son répertoire en abordant à plus de 60 ans, les emplois spinto. Il a ainsi chanté les deux Otello, celui de Rossini et celui de Verdi.

## Biographie et carrière

### Débuts dans le répertoire lyrique
Après des études de chef de chœur et de chant à l'université de l'Illinois, sa carrière de ténor débute en 1978 lors d'un engagement au Lyric Opera of Chicago, lorsqu'il rencontre Alfredo Kraus qui restera pour Gregory Kunde son mentor : « J’ai eu la chance pendant mes années d’apprentissage à Chicago de côtoyer Alfredo Kraus, qui est devenu un mentor pour moi. Il m’a enseigné comment utiliser mon registre aigu » confiait-il lors de cet entretien publié en 2007 dans Forum Opera. A ces débuts il a l'occasion de figurer dans de tout petits rôles parmi lesquels on peut citer le pêcheur dans Guillaume Tell, un jeune marin dans Tristan und Isolde, un noble du Brabant dans Lohengrin, l'un des Meister dans die Mestersinger von Nurnberg. À Chicago, il chante de nombreux rôles de second plan du répertoire lyrique, tels que Cassio dans l'Otello de Verdi, Prunier dans la Rondine, Vanya dans Katia Kabanova. Il poursuit sa carrière de ténor lyrique avec les rôles principaux traditionnels du ténor lyrique, Alfredo dans La Traviata, le Duc de Mantoue dans Rigoletto ou Rodolfo dans La Bohème. Mais c'est à l'Opéra de Montréal où il chante Tybalt dans Roméo et Juliette puis le rôle-titre de Roméo, le rôle-titre de Mitridate, le rôle de Bogdan Sobinine dans une Vie pour le Tsar, surtout Arturo dans I puritani, qu'il découvre ses affinités avec le répertoire belcantiste qui devient bientôt sa spécialité.

### Répertoire du bel canto
Gregory Kunde se lance alors dans le répertoire belcantiste, et en particulier dans les opéras de Gioachino Rossini et de Vincenzo Bellini et témoigne en ces termes de ce tournant qui va marquer sa carrière : « J’ai découvert qu’on pouvait disposer d’une certaine liberté dans l’interprétation, tenir un peu plus longtemps une note, faire des variations, orner son chant.  À partir de là, il n’y a jamais deux représentations strictement identiques. La première fois que j’ai chanté Rodrigo de La donna del lago, le maestro Riccardo Muti, m’a dit : « Tu dois trouver ton Rodrigo avec les variations que tu veux faire ». J’écris depuis mes propres variations ».
Gregory Kunde profite d'un véritable renaissance rossinienne, de l'intérêt nouveau porté au maitre du bel canto avec la création du Festival de Pesaro, le Rossini Opera Festival consacré exclusivement au compositeur italien et qui, chaque année depuis 1980, se fait fort de présenter des œuvres connues, moins connues, voire inédites dans la ville natale de Rossini. Le ténor américain fait ses débuts à Pesaro en 1992. Il y chante Idreno dans Semiramide. Il a déjà abordé Rossini, au travers du Stabat Mater et de La donna del lago, sous la direction de Riccardo Muti, donné la même année à la Scala de Milan, ainsi que le Guillaume Tell de Rossini en 1989 au Théâtre des Champs-Élysées. Cette première présence à Pesaro sonne comme un événement qui marquera l'évolution de la carrière de Gregory Kunde, d'autant plus qu'il a la chance de chanter sous la direction d'Alberto Zedda, l'une des chefs d'orchestre de référence de ce renouveau rossinien. Il raconte d'ailleurs que, lors de ce Idreno, il avait particulièrement bien préparé l'air « Ah, dov’è, dov’è il cimento » que le maestro annonce vouloir couper lors des répétitions. Opiniâtre, Kunde le chante durant la pause et séduit Zedda qui réintègre cet air tout à fois difficile et très gratifiant pour la virtuosité du ténor.
Les rôles du répertoire belcantiste se succèdent et le ténor est invité sur de nombreuses scènes dans le monde et participe également à des enregistrements. Il chante d'abord les emplois de "tenor di grazia" comme Idreno (Semiramide), Rodrigo (Otello). Sa voix évolue et lui permet d'assumer mieux les rôles plus lourds comme le rôle-titre de l'Otello. Il chante également Rinaldo dans Armida puis Antenore dans Zelmira, dont il sortira un DVD en 2009 et Ricciardo e Zoraide à Pesaro mais aussi dans le Mozart de Mitridate ou de la Clemenza di Tito, dans Don Pasquale de Donizetti. Puis il aborde en 2009 le rôle de Pollione dans Norma de Vincenzo Bellini, rôle plus souvent incarné par des ténors à voix puissante comme Franco Corelli, John Vickers ou Mario Del Monaco. Il accepte cependant la proposition et Pollione devient l'un de ses rôles de prédilection, préparant son évolution vocale future.

### Le répertoire français
Il aborde également progressivement le grand opéra français où il apparaitra de plus en plus souvent au cours de sa carrière dans les plus grands rôles du répertoire. Lui-même considère d'ailleurs son Arnold dans Guillaume Tell en version française, chanté dès 1989, comme relevant de ce répertoire malgré les exigences du rôle dans les aigus. Il y a donc une filiation naturelle à ses yeux entre Rossini et Berlioz ou Meyerbeer. 
Il inaugure le Corum de Montpellier en 1990 avec Les Huguenots, aux côtés de  Nelly Miricioiu sous la direction de Cyril Diederich .
Sa diction en français est excellente mais certains rôles restent cependant difficiles pour sa voix, il aborde malgré tout Julien dans Louise de Charpentier à Genève en 1993, et avec plus de facilités, Laerte dans Hamlet d'Ambroise Thomas, avant d'être invité à chanter dans le Lakmé qu'enregistre Natalie Dessay, alors au sommet de sa notoriété.
Il aborde également Nadir dans Les Pêcheurs de perles, notamment à l'opéra de Nice en 1986 puis en 1992, Des Grieux dans Manon,  le Faust de la Damnation de Faust sous la direction de Charles Dutoit, Enée dans Les Troyens sous la direction de John Eliot Gardiner, Benvenuto Cellini sous la direction de John Nelson. Il doit sa participation à cette dernière performance au forfait de Roberto Alagna, pressenti pour ces enregistrements à l'occasion du bicentenaire d'Hector Berlioz.
Il aura l'occasion de reprendre à plusieurs reprises le rôle d'Enée dans Les Troyens, notamment quand sa voix aura nettement évolué lui permettant des rôles plus lourds. Il succède ainsi à Bryan Hymel dans la mise en scène de David Mc Vicar, créée à Londres au Royal Opera House, lors de sa reprise à la Scala de Milan en 2014 sous la direction d'Antonio Pappano. Et il est encore Enée pour la nouvelle production de Christophe Honoré à l'Opéra de Munich en mai 2022.
Gregory Kunde est également pressenti pour incarner les héros de Meyerbeer, aux rôles lourds, longs et souvent complexes. Ainsi se produit-il dans le Raoul des Huguenots à Strasbourg en 2012 dans une mise en scène d'Olivier Py.
Le Deutsche Oper de Berlin organise à partir de 2015, un cycle en hommage à Meyerbeer, et donne successivement Vasco de Gama en 2015, puis Les Huguenots en 2016 et le Prophète en 2017. C'est dans cette œuvre du grand opéra français, rarement donnée, mise en scène par Olivier Py, que Gregory Kunde s'illustre dans le rôle-titre, à plus de 63 ans.
Et en mai 2016, à Saint-Pétersbourg sous la direction de Valery Gergiev, il interprète Samson dans Samson et Dalila, rôle qu'il reprend quelques mois plus tard à Turin.

### Verdi et au-delà
En 1994, alors qu'il chante Lindoro en Espagne, Gregory Kunde apprend qu'il est atteint d'un cancer. Malgré la lourdeur de la thérapie, il revient dès 1995 sur scène et ne parle que beaucoup plus tard de sa maladie. C'est à partir de là que le centre de gravité de sa voix évolue vers le médium et que son timbre se corse lui permettant d'aborder de nouveaux rôles, en particulier ceux du répertoire verdien, Arrigo dans les Vêpres Siciliennes, Rodolfo dans Luisa Miller, puis  Manrico dans le Trovatore, et bientôt Alvaro dans La forza del destino, Don Carlos et l'autre Otello, celui de Verdi. Il devient ainsi le seul ténor à chanter les deux rôles, même si, progressivement, il abandonne Rossini pour se consacrer à Verdi, Berlioz, Meyerbeer.
Sa longévité est rare et, à plus de 65 ans, il poursuit son exploration de nouveaux rôles, tels que Andrea Chénier de Giordano, Calaf dans Turandot dans la mise en scène de Bob Wilson, au Teatro Real de Madrid en 2018 ou Peter Grimes au Palau de Valencia en 2018. Il  réalise également l'un de ses rêves, celui de chanter Cavaradossi avant de prendre sa retraite, en incarnant le peintre révolutionnaire dans Tosca à l'Opéra de Rome en novembre 2022. Parmi ses engagements futurs, on notera également une incursion dans le répertoire allemand avec un Florestan dans Fidelio de Beethoven à son programme. Il ne s'est cependant jamais aventuré dans le répertoire wagnérien, considérant que ses caractéristiques vocales de ténor lyrique ne le prédestinaient pas à s'engager plus avant dans ces rôles très tendus.
Ces dernières années, Gregory Kunde sillonne les scènes européennes, de Londres à Rome en passant par Milan, Parme, Naples, Munich, Berlin, Madrid, Bruxelles. Il se fait plus rare en France et surtout dans son pays d'origine, les États-Unis. Il a fait ses débuts au MET de New York pour une représentation du Manon de Massenet, en remplacement du ténor Hongrois Denes Gulyás, souffrant, en 1987, mais n'y est pas retourné ensuite durant 13 ans où il remplace à nouveau un collègue défaillant en 2000 dans la Cenerentola. Il semble d'ailleurs coutumier du rôle de remplaçant outre-Atlantique, puisqu'il reviendra en 2006 dans I Puritani  pour une séance, puis en 2019, il remplace Aleksandrs Antonenko défaillant dans Samson et Dalila, où il est acclamé par la critique. Il remplace quelques mois plus tard à nouveau le ténor letton, cette fois à l'Opéra de Paris, pour la dernière séance d'Otello.
Toujours en activité, et engagé dans divers projets, Gregory Kunde a désormais "son" public, qui le suit de théâtre en théâtre, découvrant ses nouveaux rôles ou appréciant les évolutions de son interprétation. Le ténor américain s'essaie de temps à autre au rôle de chef d'orchestre et ne recule devant aucune audace, comme il l'a récemment montré, en interprétant à quelques semaines d'intervalle, successivement Alvaro dans la La forza del destino, Andrea Chenier puis son premier Cavaradossi dans Tosca.
Et c'est à presque 69 ans, en janvier 2023 à l'opéra de Nice, qu'il se lance dans un grand rôle typique du romantisme allemand, qui n'était guère dans ses cordes jusqu'à présent, celui de Florestan dans Fidelio ; en février 2023, il aborde aussi Bacchus dans Ariadne auf Naxos à la Semperoper de Dresde.
Avec une longévité plutôt rare dans le métier de ténor, Gregory Kunde s'est également produit à l'Opéra de Rome dans Radamès en mars 2023 et, le mois suivant, dans un nouveau rôle, celui de Luigi dans Il Tabarro de Puccini. En septembre 2023, pour l'ouverture de la saison, il aborde un nouveau rôle, celui d'Eleazar dans la Juive, au Teatro Regio.
Il est ensuite Calaf dans Turandot à l'Opéra national de Paris, en novembre 2023. Il offre un récital au festival de Pesaro, durant l'été 2024 et poursuit sa carrière sur diverses scènes, notamment en Italie, multipliant les prises de rôle audacieuses telles que celle de Dick Johnson dans La Fanciulla del west, en mars 2025 à l'Opéra de Hambourg.

## Distinctions
- International Opera Award dans la catégorie « Interprète masculin » (2016)[36].

## Discographie et vidéographie
- Bianca e Fernando de Vincenzo Bellini, Jeune Ok Shin, Grégory Kunde (Fernando), Haijing Fu, Aurio Tomicich, Nuova Era - 1991
- Semiramide de Gioachino Rossini, direction musicale d'Alberto Zedda, avec Iano Tamar, Gloria Scalchi, Michele Pertusi, Gregory Kunde (Idreno), enregistrement du festival de Pesaro, Ricordi/Hommage  - CD Warner -  1992
- Hamlet, Ambroise Thomas, direction musicale de Antonio de Ameilda, avec Thomas Hampson, June Anderson, Samuel Ramey, Gregory Kunde (Laerte) - EMI - 1993
- Armida de Gioachino Rossini, direction musicale de Daniele Gatti, avec Renée Fleming, Gregory Kunde (Rinaldo), Jeffrey Francis, Orchestra e coro del Teatro comunale di Bologna - Sony Classical - 1993
- Lakmé de Léo Delibes, direction musicale de Michel Plasson, avec Natalie Dessay, Gregory Kunde (Gerald), José Van Dam, Franck Leguérinel, Patricia Petibon, orchestre du Capitole de Toulouse -  EMI, 1997
- Benvenuto Cellini de Hector Berlioz[37], direction musicale de John Nelson, avec  Gregory Kunde (Benvenuto Cellini), Patrizia Ciofi,  Laurent Naouri, Jean-François Lapointe, Joyce DiDonato - Orchestre National de France - Virgin Classics - 2003
- Les Troyens[38] de Hector Berlioz, direction musicale de Sir John Eliot Gardiner, mise en scène, décors et costumes de Yannis Kokkos  avec Susan Graham, Anna Caterina Antonacci, Renata Pokupic, Gregory Kunde (Enée), Ludovic Tézier, Nicolas Testé, Laurent Naouri, Mark Padmore, Stéphanie d’Oustrac, Topi Lehtipuu, Monteverdi Choir, Chœur du Théâtre Musical du Châtelet, Orchestre romantique et révolutionnaire -  DVD Opus Arte - 2003
- In love and war, arie rossiniane per tenore, VAI AUDIO - 2003
- La donna del lago de Gioachino Rossini, direction musicale de Riccardo Frizza, avec Juan Diego Flórez, Brigitte Hahn, Daniela Barcellona, Gregory Kunde (Rodrigo di Dhu), Nicola Ulivieri, Karine Deshayes - Orchestre National de Montpellier Languedoc Roussillon Production donnée en version de concert -  Opera Rara - 2006
- Doktor Faust de Ferruccio Busoni, direction musical de Philippe Jordan,  avec Thomas Hampson, Günther Groissböck, Gregory Kunde (Mephistopheles), Reinaldo Macias, Sandra Trattnigg - Orchestra of the Zurich Opera House - Recorded live from the Zurich Opera House, 2006DVD Arthaus Musik -  2006
- Ermione, Gioachino Rossini, direction musicale de Roberto Abbado, mise en scène de Daniele Abbado, avec Gregory Kunde (Pirro), Sonia Ganassi, Marianna Pizzolato, Antonino Siragusa, Festival de Pesaro - DVD Dynamic (Pirro) 2008
- Zelmira de Gioachino Rossini, direction musicale de Roberto Abbado, avec Juan Diego Flórez, Kate Aldrich, Alex Esposito et Gregory Kunde - Festival de Pesaro -  DVD sous label Decca - 2009
- Il Trovatore de Giuseppe Verdi, direction musicale de Richard Farnes, mise en scène de David Bosch, avec Alexander Tsymbalyuk, Lianna Haroutounian, Francesca Chiejina, Gregory Kunde (Manrico), Royal Opera House - DVD Covent Garden - 2018
- Turandot de Giacomo Puccini, direction musicale de Nicola Luisotti, mise en scène de Bob Wilson, avec Irène Theorin, Gregory Kunde (Calaf) - orchestre et chœur du Teatro Real de Madrid - Bel Air DVD - 2020